# Francisco José León Tello
Francisco José León Tello (Bujalance, Córdoba, 31 de enero de 1924-Madrid, 12 de marzo de 2021) fue un pianista, catedrático de Estética y de Historia de la música en el Conservatorio Superior de Música de Valencia (1954-1970) y catedrático de Estética y Teoría del Arte de la Universidad Autónoma de Madrid (1976-1979) y de la Universidad Complutense de Madrid (1979-1994). Fue uno de los musicólogos y teóricos del Arte y la Estética más importantes de España en la segunda mitad del siglo XX, con un amplio número de publicaciones que recogen la novedad y profundidad de su pensamiento.

## Biografía
Nació el 31 de enero de 1924 en Bujalance (Córdoba), provincia hacia la que conservó una predilección particular. Hijo de la pianista Pilar Tello, que le inició en su formación musical. Pronto se trasladó con su familia a Madrid donde realizó estudios de música, filosofía e historia. En el Real Conservatorio Superior de Música de Madrid obtuvo el Primer Premio de Música de Cámara (1943), Primer Premio fin de Carrera de Piano (1944) y Primer Premio fin de Carrera de Armonía (1952).
En 1948 obtuvo por oposición la cátedra de Estética e Historia de la Música del Conservatorio de Música de Valencia. Y en la Universidad de Valencia terminó la Licenciatura en Filosofía y Letras, tanto en la Sección de Historia, como en la Sección de Filosofía. Obtuvo el Doctorado de Filosofía y Letras en la Universidad Complutense de Madrid (1954).
En 1955 contrajo matrimonio con la valenciana Mª Merced Virginia Sanz Sanz, con quien compartiría su vida intelectual (profesora de Historia del Arte en la Universidad Complutense de Madrid) y con quien colaboró en algunas de sus publicaciones.
Durante su estancia en Valencia trabajó para promover el desarrollo del Conservatorio, del que fue Subdirector (1954-1966) y luego Director (1966-1970), periodo durante el cual se convirtió en Conservatorio Superior, siendo el tercer Conservatorio de España en lograr esa categoría. También fue Director del Instituto de Musicología de la Institución Alfonso el Magnánimo del CSIC de Valencia. Fue asesor musical y realizó una activa labor artística a través de Conferencias-Conciertos, recitales de piano y solista con orquesta. En sus programas figuraron obras en primera audición cuyos estrenos le fueron encomendados por los propios autores, como Eduardo López-Chavarri, Federico Mompou, etc. Esta labor le permitió profundizar, a través de la propia experiencia, en la reflexión sobre la estética y teoría de la música. Su impulso e investigación de la música y los compositores valencianos del siglo XX (Francisco Cuesta, Eduardo López-Chavarri, Manuel Palau, José Báguena, Amando Blanquer Ponsoda…) se prolongó hasta el final de su vida. En la revista Archivo de Arte Valenciano, apareció su última publicación, meses antes de fallecer, con unos comentarios a composiciones de música española contemporánea interpretadas por la Joven Orquesta de la Generalidad Valenciana, creada por el director de orquesta Manuel Galduf Verdeguer.
Inició su actividad académica en la Universidad de Valencia, como Profesor Encargado de Cátedra en el área de Estética de la Facultad de Filosofía y Letras (1957-1970). En 1970 obtuvo por oposición la plaza de Profesor Agregado de Estética en la Facultad de Filosofía de la Universidad Complutense de Madrid. Desde 1976 fue Catedrático de Estética en la Universidad Autónoma de Madrid (1976-1979) y posteriormente en la Universidad Complutense de Madrid (1979-1994), donde continuó como Profesor Emérito.
Dirigió sus primeras investigaciones al estudio de los tratados españoles de música del Renacimiento, para ello realizó una estancia en París (Instituto de Artes de la Sorbona, 1954) y en la Universidad de Perugia (1955). Fue becado por la Fundación Santiago Lope de Valencia ("La teoría renacentista de la música en España", 1962); y por la Fundación Lázaro-Galdiano (“Relaciones entre la teoría de las artes plásticas italiana y española en el Renacimiento”, 1963-1964). También investigó "La estética española de la Música en los siglos XVII y XVIII" (Fundación Juan March,1968-1969). Sus estudios de teoría de la música en los tratadistas europeos de este arte se recogieron en su obra "Estudios de historia de la teoría musical" (1991). También descubrió e investigó fuentes originales de la Teoría del Arte en la Pintura y en la Arquitectura de los siglos XVII, XVIII y XIX. Sus publicaciones son obras de referencia para los estudios de esas áreas.
Destacan sus originales análisis de la contemplación y de la creación artística, de la idea del genio y de la libertad creadora, del juicio estético y del papel del sentimiento en la comprensión de la obra de arte, entre otros. Integra la estética clásica con perspectivas contemporáneas. Otro campo en el que abrió un campo de investigación fue el examen de las posibilidades de ampliar los métodos de la musicología desde la filosofía y la ciencia, cuestión plasmada en publicaciones como "Reflexiones sobre la estética de la música según los principios de la filosofía de Bergson", "La música en la naturaleza y en el hombre. Aplicación de la Teoría de Darwin a la musicología" o "Sociología del mundo musical a través de los conceptos de Heidegger: «estar en» y «estar ahí»".
Como asesor musical de Radio Nacional de España, tuvo una relevante actividad como crítico musical y realizó el programa semanal "Martes Musical" que se emitió durante tres cursos (1956-1959). También fue un destacado crítico de arte, colaborador habitual de la revista Goya (1973-1994), donde publicó numerosos reportajes de exposiciones de pintores contemporáneos.
Participó activamente en diversas Reales Academias: Académico de Número y luego de Honor de la Real Academia de Bellas Artes de San Carlos; Académico Correspondiente de las Reales Academias de Bellas Artes de San Fernando, de Cultura Valenciana y de Ciencias, Bellas Letras y Nobles Artes de Córdoba.

## Premios y Distinciones
León Tello recibió entre otros, los siguientes premios y distinciones:
- Premio "Menéndez Pelayo" del Consejo Superior de Investigaciones Científicas (1953)
- Premio Nacional de Letras del Consejo Superior de Investigaciones Científicas (1955)
- Medalla de Plata de la Institución Alfonso el Magnánimo de Valencia (1969)
- Director Honorario del Conservatorio Superior de Música de Valencia (desde 1970)
- Medalla de Honor de la Coral Polifónica Valentina (1975)

## Obras principales
De sus más de doscientas publicaciones destacan los siguientes libros:
- León Tello, Francisco José; León Sanz, Isabel Mª, La Música en la Naturaleza y en el Hombre: Aplicación de la Teoría de Darwin a la musicología. Madrid: Ediciones de la Torre, 2012. ISBN 978-84-7960-473-8
- León Tello, Francisco José; Sanz Sanz, María Virginia, Estética y teoría de la arquitectura en los tratados españoles del siglo XVIII. Consejo Superior de Investigaciones Científicas, CSIC, 1994.ISBN 84-00-07389-4
- León Tello, Francisco José, Estudios de historia de la teoría musical. Madrid: Consejo Superior de Investigaciones Científicas, 1991. ISBN 84-00-07201-4.
- León Tello, Francisco José, Teoría y estética de la música. Taurus, 1988. ISBN 84-306-5801-7
- León Tello, Francisco José, La estética y la filosofía del arte en España en el siglo XX, v. 1, Valencia: Imp Nácher, 1983 (2 ed.). ISBN: 84-300-8776-1
- León Tello, Francisco José; Sanz Sanz, María Virginia, Tratadistas españoles del arte en Italia en el siglo XVIII. Universidad Complutense de Madrid, 1981. ISBN 84-600-2387-7.
- León Tello, Francisco José; Sanz Sanz, María Virginia, La teoría española en la pintura en el siglo XVIII: el tratado de Palomino. Universidad Autónoma de Madrid, 1979. ISBN 84-7477-001-7
- León Tello, Francisco José, Sanz Sanz, María Virginia, La estética académica española en el siglo XVIII: Real Academia de Bellas Artes de San Carlos de Valencia. Valencia: Servicio de Estudios Artísticos. Institución Alfonso el Magnánimo. Diputación Provincial de Valencia, 1979. ISBN 84-500-3408-6
- León Tello, Francisco José, La teoría española de la música en los siglos XVII y XVIII. Madrid: Consejo Superior de Investigaciones Científicas. Instituto Español de Musicología, 1974. ISBN 84-00-03958-0

#### Comentarios a sus obras
- Sobre el libro “Estudios de Historia de la Teoría musical”: "Ce livre est certainement l'un des plus marquants de cette année et comparable à la célèbre Geschichte de Riemann. Quoique consacré en grande partie à l'Espagne, il rend plus sensible l'absence d'un ouvrage analogue de langue française, si souvent souhaité".[21]
- El Presidente de The British Society of Aesthetics y Director de The British Journal of Aesthetics, incluía el siguiente comentario sobre el libro “La Estética y la Filosofía del Arte en España en el siglo XX”: "I know no other scholar who has accomplished so extensive a work on the aesthetics of any one country"[22]
- El Director del Departamento de Música de la Universidad de California (Los Angeles) y Editor de la Revista Inter-American Music (Robert Stevenson) comentaba en mayo de 1988 su colaboración en el volumen de la Historia de España, dirigida por Menéndez Pidal-Jover Zamora: "I have long been a fervent admirer of your superb scholarship. Your vast learning joins a panoramic vision of the subjects that you treat. Whenever I read anything by you, I am always inspired and nourished. You combine complete grasp with a most gracious literary style".[23]
- Jesús Hernández Perera, Catedrático Emérito de la Universidad Complutense, sobre el libro “Estética y teoría de la arquitectura en los tratados españoles del siglo XVIII”: "Lo más difícil en la reseña de este libro es no disminuir la información que el lector merece sobre el mismo y reclama tan copioso acervo de noticias, ideas estéticas, técnicas, históricas, sociológicas y filosóficas. Ciertamente la densidad de la obra abruma. Será un tesoro inagotable para el investigador no sólo de la arquitectura del siglo XVIII sino del arte en general ... Exhaustiva búsqueda a través de cuantos aspectos caen bajo la destreza de sus análisis, en esta reseña es imposible explorar ni siquiera mínimamente la riqueza de semejante oferta".[24]
- José Augusto Franca, director de la revista Coloquio Artes (Lisboa, Fundaçao Calouste Gulbenkian), escribió sobre el mismo libro: "Do elenco d' esta obra que assim e rapidamente expresso apenas como indicaçao de una leitura cientifica para especialistas, ressalta o enorme valor do trabalho que fica debido aos Prof. León Tello e Virginia Sanz, no quadro da bibliografía internacional da tematica da arquitectura setecentista do Iluminismo".[25]